# 羅伯特·斯基布涅夫斯基
羅伯特·斯基布涅夫斯基（波蘭語：Robert Skibniewski，1983年7月19日—），波蘭籃球運動員，現在效力於波蘭籃球聯賽球隊KK Włocławek。他也代表波蘭國家籃球隊參賽。